# خولنجان عملاق
خولنجان عملاق (الاسم العلمي:Alpinia gigantea) هو نوع من النباتات يتبع جنس الخولنجان من فصيلة الزنجبيلية.